# Александрийские песни
«Александрийские песни» — цикл стихотворений Михаила Кузмина, стилизованных под александрийскую поэзию эпохи эллинизма. Полностью опубликован в составе его первой книги стихов «Сети» (1908). Подборка отдельных стихотворений увидела свет в журнале «Весы» (№ 7 за 1906 год).
Цикл состоит из 32 стихотворений, написанных только входившим в моду верлибром, и сгруппированных в семь частей. Еще пять стихотворений были отбракованы Кузминым и при его жизни не публиковались.

## Истоки
Кузмин посетил Александрию в 1895 году, во время романтического путешествия со своим любовником — конногвардейским офицером Георгием («князь Жорж»). Начало работы над циклом исследователи относят к 1904 году, когда часть стихотворений была включена в «Комедию из Александрийской жизни». К октябрю 1905 года работа была завершена: этим временем датируется его благосклонное упоминание в письме Георгия Чичерина автору.
Среди источников Кузмина обычно называют «Песни Билитис» Пьера Луиса, но известно, что Кузмин был невысокого мнения об этом произведении. В качестве основного источника по александрийской культуре Кузмин пользовался переводами древнеегипетских текстов, издававшимися английским обществом Библейской археологии в 1870-е годы, дополнив их сведениями из курса древней истории, а александрийских эпиграмматистов и элегических поэтов даже не читал. Свободный стих Кузмин умело стилизует под античную метрику.
В качестве других текстов, возможно, повлиявших для форму и содержание цикла, называют антологические стихи Фета, легенды Лескова и песни Метерлинка.

## Публикация
Валерий Брюсов, ознакомившись с циклом 20 января 1906 г., отобрал для публикации в журнале «Весы» 11 стихотворений. Часть не принятых Брюсовым стихов Кузмин напечатал в сборнике «Корабли». Свою окончательную форму цикл приобрёл в сборнике «Сети» (1908), где снабжён посвящением художнику Н. Феофилактову.
Отдельное издание «Александрийских песен» вышло в Петрограде в 1918 году. Ещё через три года несколько песен были изданы с нотами (Кузмин предназначал цикл для вокального исполнения).

## Отклики
«Александрийские песни» были встречены читателями и критикой с большим интересом, в основном получили благосклонные отзывы и поныне считаются одними из лучших антологических произведений на русском языке. Наиболее восторженно на цикл отозвался Максимилиан Волошин, сравнивший Кузмина с поэтом Мелеагром.
Кузмин свёл к минимуму шаблонный исторический колорит (то есть упоминания Александра, Клеопатры и прочих исторических фигур и книжных реалий). Благодаря этому «песни» производят впечатление творений заурядного поэта из большого античного города — человека далёкого от двора и политики. Впоследствии этот приём был использован И. Бродским в «Письмах римскому другу».
Вяч. Вс. Иванов обращает внимание на сходство (на грани полного совпадения, в том числе в плане стиха и стиля) в поэтической реконструкции Александрии, предпринятой независимо друг от друга Кузминым в России и Кавафисом в Египте. По его мнению, «Александрийские песни» — это «как бы вариант текста, новогреческая версия которого представлена в сборнике стихов на близкие темы Кавафиса».